# Phymeurus tricostatus
Phymeurus tricostatus är en insektsart som först beskrevs av Bolívar, I. 1889.  Phymeurus tricostatus ingår i släktet Phymeurus och familjen gräshoppor. Inga underarter finns listade i Catalogue of Life.